# خوان أغيلار
خوان أغيلار (بالإسبانية: Juan Aguilar)‏ (15 مايو 1943 – 16 يناير 2015) هو ملاكم أرجنتيني راحل، مثّل بلاده في الألعاب الأولمبية الصيفية 1964.

## روابط خارجية
خوان أغيلار على موقع بوكس ريك (الإنجليزية) (registration required)
- خوان أغيلار على موقع أوليمبيديا (الإنجليزية)